# 德胜街道 (吉林市)
德胜街道，是中华人民共和国吉林省吉林市船营区下辖的一个乡镇级行政单位。

## 行政区划
德胜街道下辖以下地区：
永前社区、西大社区、安顺社区、德胜社区和裕华社区。